# Charbiaty
Charbiaty (ros. Харбяты) – wieś w Rosji, w Buriacji, w rejonie tunkińskim. W 2010 liczyła 551 mieszkańców.